# Cheshire Association Football League
De Mid Cheshire Football League is een Engelse regionale voetbalcompetitie voor het district Cheshire. Er zijn 3 divisies (Division One, Division Tow en een Reserve Division). De league werd in 1948 opgericht en er zijn 3 clubs die sinds de oprichting in de league spelen (Barnton, Knutsford en Whitchurch Alport). 
De Division One is op het 11de niveau in de Engelse voetbalpyramide. De kampioen promoveert naar de North West Counties Football League. Clubs uit de Altrincham & District Amateur League kunnen promoveren naar de Cheshire Football League.